# Сіліни
Сі́ліни (рос. Силины) — присілок у складі Юр'янського району Кіровської області, Росія. Входить до складу Підгорцівського сільського поселення.
Населення становить 1 особа (2010, 2 у 2002).
Національний склад станом на 2002 рік — росіяни 100 %.